# Melody〜SOUNDS REAL〜
「melody〜SOUNDS REAL〜」（メロディ サウンズ・リアル）は、絢香の2枚目のシングル。2006年5月10日にワーナーミュージック・ジャパンから発売された。

## 解説
「初ツアー記念盤」と銘打った、5万枚完全生産限定盤作品。カップリング曲「ブルーデイズ」は後にフジテレビ系ドラマ『サプリ』の挿入歌に使用された（主題歌は3rdシングル「Real voice」）

## 収録曲
1. melody
作詞：絢香／作曲：西尾芳彦／編曲：L.O.E
2. ブルーデイズ
作詞：絢香／作曲：西尾芳彦／編曲：L.O.E
フジテレビ系ドラマ『サプリ』挿入歌
3. melody〜Live Version〜
作詞：絢香／作曲：西尾芳彦／編曲：西尾芳彦＆L.O.E
4. Sha la la〜Live Version〜
作詞：絢香／作曲：西尾芳彦、絢香／編曲：西尾芳彦＆L.O.E
5. ブルーデイズ〜Live Version〜
作詞：絢香／作曲：西尾芳彦／編曲：西尾芳彦＆L.O.E

## 収録アルバム
- First Message（#1,#2及び#4の通常音源）
- ayaka's History 2006-2009（#1（Disc1）,#2（Disc2））